# Ielabouga
Ielabouga ou Elabouga (en russe : Елабуга ; en tatar : Алабуга, Alabuğa) est une ville de la république du Tatarstan, en Russie, et le centre administratif du raïon de Ielabouga. Sa population s'élevait à 73 817 habitants en 2017.

## Géographie
Ielabouga est arrosée par la Kama. Elle se trouve à 20 km à l'est de Naberejnye Tchelny, à 22 km au nord-est de Nijnekamsk, à 138 km au sud-ouest d'Ijevsk, à 186 km à l'est de Kazan et à 904 km à l'est de Moscou.

## Histoire

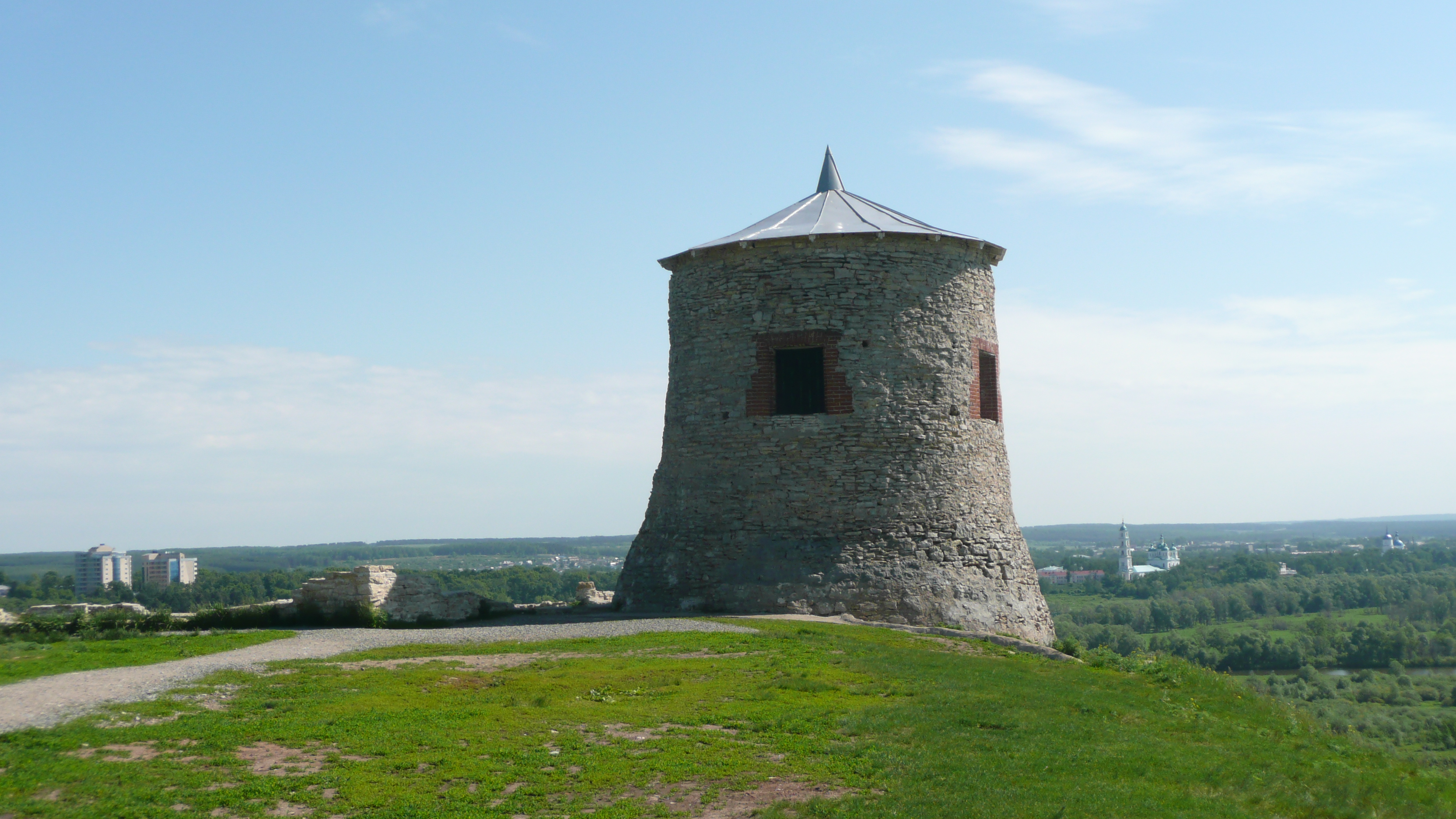
La Tour du Diable (Şaytan qalası).

L'histoire de Ielabouga remonte au XIe siècle, lorsqu'un château fut édifié à la frontière avec le territoire des Proto-Bulgares de la Volga. Le château fut abandonné par la suite, mais ses vestiges sont maintenant connus sous le nom de Şaytan qalası (château de Chaïtan).
Dans la seconde moitié du XVIe siècle, un village russe a été fondé au même endroit. Il est maintenant connu pour son industrie pétrolière. C'est aussi le lieu de naissance du peintre Ivan Chichkine dont la maison peut être visitée.
Ielabouga est tristement célèbre comme le lieu du suicide de la poétesse russe Marina Tsvetaïeva en 1941. Elle est enterrée dans le cimetière municipal. L'emplacement exact de sa tombe reste inconnu mais la dernière maison où elle vécut peut être visitée dans la ville.
Dans les années 1990, le constructeur automobile américain General Motors a mis en service une usine de montage d'automobiles dans la ville.
Près de Ielabouga se trouve le Parc national de Nijniaïa Kama.

## Population
Recensements (*) ou estimations de la population
| 1897* | 1926*  | 1939*  | 1959*  | 1970*  | 1979*  | 1989*  |
| ----- | ------ | ------ | ------ | ------ | ------ | ------ |
| 9 764 | 11 162 | 14 963 | 21 992 | 31 728 | 35 574 | 53 537 |

| 2002*  | 2010*  | 2013   | 2014   | 2015   | 2016   | 2017   |
| ------ | ------ | ------ | ------ | ------ | ------ | ------ |
| 68 663 | 70 728 | 72 049 | 71 991 | 72 929 | 73 333 | 73 817 |

## Transports
Par la route M7 / E22, Ielabouga se trouve à 211 km de Kazan et à 1 031 km de Moscou.

## Géographie

### Climat
| Mois                              | jan.  | fév.  | mars | avril | mai  | juin | jui. | août | sep. | oct. | nov. | déc.  | année |
| --------------------------------- | ----- | ----- | ---- | ----- | ---- | ---- | ---- | ---- | ---- | ---- | ---- | ----- | ----- |
| Température minimale moyenne (°C) | −15   | −14,5 | −8,4 | 0,7   | 7,5  | 12,8 | 14,8 | 12,6 | 7,4  | 1,6  | −6   | −12,3 | 0,1   |
| Température moyenne (°C)          | −11,6 | −10,8 | −4,3 | 5,5   | 13,5 | 18,4 | 20,4 | 17,8 | 11,9 | 4,8  | −3,5 | −9,2  | 4,4   |
| Température maximale moyenne (°C) | −8,1  | −7,1  | −0,2 | 10,3  | 19,4 | 24   | 25,9 | 22,9 | 16,4 | 7,9  | −0,9 | −6,1  | 8,7   |
| Précipitations (mm)               | 37,8  | 27,2  | 28,2 | 29,8  | 46,9 | 55,1 | 57,8 | 67,6 | 58,5 | 49,9 | 45,1 | 45,2  | 549,1 |

## Personnalités liées à la commune
- Nadejda Dourova (1783-1866), première femme officier de la cavalerie russe
- Dmitri Stakheïev (1840-1918), écrivain et critique littéraire

## Jumelages
- Safranbolu (Turquie)[3]

## Développement industriel contemporain
Depuis le début des années 2000, Ielabouga connaît une transformation économique majeure grâce à la création de la Zone économique spéciale (ZES) Alabuga, l’une des plus grandes de Russie. Située à proximité immédiate de la ville, cette zone accueille de nombreuses entreprises nationales et internationales opérant dans les secteurs de l’industrie automobile, chimique, électronique et militaire.
En 2022, la ZES Alabuga a lancé un programme appelé Alabuga Start, présenté comme un programme de formation et de travail à destination de jeunes étrangers, principalement africains et asiatiques. Ce programme a suscité d’importantes controverses et accusations d’exploitation, soulevant des préoccupations sur les conditions de travail et les pratiques de recrutement dans la zone.